# Suhadolc
Suhadolc je priimek več znanih Slovencev:
- Alojz Suhadolc (*1943), državni svetnik
- Ana Hawlina (r. Suhadolc) (1916–1986), zdravnica pediatrinja
- Andreja Suhadolc Pipp (1931–2004), zdravnica anesteziologinja
- Anton Suhadolc (1897–1983), gradbenik, projektant, oblikovalec (Plečnikov sodelavec)
- Anton Suhadolc (*1935), matematik, univ. profesor
- Elizabeta Suhadolc, farmacevtka, menedžerka
- Eva Tušar Suhadolc, oboistka
- Ivana Suhadolc, zamejska novinarka (RAI), režiserka, scenaristka, domoznanka
- Janez Suhadolc (*1942), arhitekt in oblikovalec, prof. FA, publicist, esejist
- Jože Suhadolc (1914–1987), pravnik, rusist, univ. profesor v ZDA
- Krasulja (Graziella) Suhadolc (r. Simoniti) (1922–2001), prof. telesne vzgoje, kulturna delavka, prevajalka
- M(arj)etka Suhadolc, agronomka, pedologinja, izr. prof. BF
- Matija Suhadolc (*1936), arhitekt
- Matija Suhadolc, računalniški animator na Japonskem
- Matjaž Suhadolc, arhitekt
- Meta Suhadolc Krečič (1925–1995/2016?), psihologinja
- Mima Suhadolc (*1971) arhitektka, oblikovalka
- Mojca Suhadolc (*1975), alpska smučarka
- Natalija Suhadolc (r. Sartori) (1904–2001), igralka, učiteljica
- Nataša Štupar Šumi (r. Suhadolc) (1927–2018), konservatorka arhitekture
- Nataša Suhadolc
- Peter Suhadolc (*1950), seizmolog, prof. geofizike v Trstu, filatelist; = umetniški vodja Stu ledi?
- Sara Suhadolc Scholten, veterinarka
- Tatjana Kastelic Suhadolc (*1935), biokemičarka, prof. MF UL
- Tatjana Suhadolc (r. Verčič) (1945–2014), unikatna oblikovalka tekstilij (nekaj časa skupaj z Zvonko Makuc)
- Vinko Suhadolc (1916–1999), pravnik, prof., prevajalec (zamejski)